# Yvon Jansen
Yvon Jansen (* 12. Juni 1972 in Viersen) ist eine deutsche Schauspielerin, Sängerin und Hörspielsprecherin.

## Leben und Ausbildung
Jansen wuchs in Viersen auf. Nach ihrem Abitur studierte sie an der Schauspielschule Bochum und trat währenddessen bereits in Bochum und Hamburg auf.
Von 2000 bis 2005 war sie festes Ensemblemitglied des Schauspielhauses Zürich. Es folgten Engagements an der Schaubühne Berlin (2005–2007), dem Theater Neumarkt (2008–2010) und wieder am Schauspielhaus Zürich (2010–2012). Gastengagements führten sie ans Berliner Maxim-Gorki-Theater, ans Schauspiel Frankfurt und ans Staatsschauspiel Hannover. Zudem war sie zu Gast bei verschiedenen Festivals wie unter anderem bei den Salzburger Festspielen, Theater der Welt, dem Edinburgh Festival und den Mühlheimer Theatertagen.
Seit 2013 ist sie festes Ensemblemitglied am Schauspielhaus Köln.
Außerdem wirkte sie als Sängerin und als Sprecherin von Hörspielen sowie bei Deutschlandfunk und für Dokumentarfilme.

## Theaterrollen (Auswahl)
- 1999: Viel Lärm um nichts. Regie: Leander Haussmann (Rolle: Beatrice), Bochumer Schauspielhaus[5]
- 2000: Ein Sommernachtstraum. Regie: Stefan Pucher (Rolle: Helena), Schauspielhaus Zürich[6]
- 2002: Der gute Mensch von Sezuan.  Regie: Meret Matter (Rolle: Shen Te/ Shui Ta), Schauspielhaus Zürich[7]
- 2004: Die Möwe. Regie: Falk Richter, (Rolle: Nina), Schauspielhaus Zürich, Salzburger Festspiele[8]
- 2004: Andromache nach Jean Racine. Regie: Luk Perceval, Schaubühne Berlin, Edinburgh Festival[9]
- 2005: Elementarteilchen von Michel Houellebecq. Regie: Johan Simons, Schauspiel Zürich; Theater der Welt[10]
- 2006: Platonow. Regie: Luk Perceval (Rolle: Sofia), Schaubühne Berlin; Schauspielhaus Zürich[11][12]
- 2007: Die schmutzigen Hände. Regie: Rafael Sanchez (Rolle: Jessica), Schauspielhaus Hannover
- 2008: Die Lears. Ein Schauspielprojekt nach William Shakespeare. Regie: Barbara Weber, Theater Neumarkt Zürich, Wiener Festwochen[13]
- 2010: Die Jüdin von Toledo. Regie: Rafael Sanchez (Rolle: Leonor), Schauspielhaus Düsseldorf[14]
- 2011: Der Menschenfeind. Regie: Barbara Frey (Rolle: Celimene), Schauspielhaus Zürich
- 2012: Die heilige Johanna der Schlachthöfe. Regie: Sebastian Baumgarten, Schauspielhaus Zürich[15]
- 2014: Der Kaufmann von Venedig. Regie: Stefan Bachmann (Rolle: Portia), Schauspiel Köln[16]
- 2014: Hedda Gabler. Regie: Karin Neuhäuser (Rolle: Hedda), Schauspiel Köln[17]
- 2015: Die göttliche Komödie. Regie: Sebastian Baumgarten (Beatrice), Schauspiel Köln[18]
- 2017: Faust. Regie: Moritz Sostmann (Mephisto),  Schauspiel Köln[19]
- 2018: Die Weber. Regie: Armin Petras, Schauspiel Köln
- 2018: Drei Schwestern. Regie: Pinar Karabulut (Mascha), Schauspiel Köln[20]
- 2019: How to date a Feminist. Regie: Jansen/Sanchez, Schauspiel Köln[21]

## Filmografie (Auswahl)
- 2010: Elf Onkel
- 2015: SOKO Stuttgart[22]
- 2016: Ein Fall für zwei[23]
- 2017: Frau Temme sucht das Glück[24]
- 2019: Auerhaus (Kino)

## Hörspiele (Auswahl)
- 2003: Falk Richter: Sieben Sekunden / In God we trust - Regie: Falk Richter (Hörspielbearbeitung, Kurzhörspiel – NDR)
- 2006: Büffeljoes Bande, Jens Rachut : Der Seuchenprinz (3 Teile) Eine Trilogie - Regie: Jens Rachut; Jonas Landerschier; Ronald Henseler (Original-Hörspiel, Science-Fiction-Hörspiel – Produktion: Die Regisseure)
- 2006: Dino Buzzati, Felix Kubin: Orpheus’ Psykotron - Realisation: Felix Kubin (Ars acustica – BR)
- 2007: Autorenduo Serotonin : Marie-Luise Goerke, Matthias Pusch: Überwachen und Mahnen (Handbuchstimme) - Realisation: Die Autoren (Originalhörspiel – WDR)
- 2009: Jens Rachut: Flugnummer unbekannt - Regie: Büffeljoes Bande (Originalhörspiel – WDR)
- 2009: Autorenduo Serotonin: Cash Crash: Kleine Geschäfte oder Umkehrung der Verhältnisse (Zitatorin) - Regie: Serotonin (Originalhörspiel – WDR)
- 2012: Felix Kubin: Orphée Mécanique - Realisation: Felix Kubin (Originalhörspiel – BR)
- 2013: Merle Kröger: Grenzfall (2 Teile) (Jasmin) - Regie: Thomas Leutzbach (Hörspielbearbeitung, Kriminalhörspiel – WDR)
- 2014: Michela Murgia : Accabadora (Bonacatta Listru) - Regie: Uwe Schareck (Hörspielbearbeitung, Kriminalhörspiel – WDR)
- 2014: Dirk Schmidt: Radio-Tatort: Calibra – oder: Die Geißel Gottes (Lena) - Regie: Claudia Johanna Leist (Originalhörspiel, Kriminalhörspiel – WDR)
- 2015: Publius Ovidius Naso: Das Buch der Verwandlungen (3. Buch: Daedalus und Ikarus) Frei wie ein Vogel (Minerva/Furie) - Regie: Thomas Leutzbach (Hörspielbearbeitung, Kinderhörspiel – WDR)
- 2015: W. G. Sebald: Jetzund kömpt die Nacht herbey (Regina Reuterin) - Regie: Claudia Johanna Leist (Hörspielbearbeitung – WDR)
- 2015: Publius Ovidius Naso: Das Buch der Verwandlungen (4. Buch: Perseus und Andromeda) Der steinerne Blick (Minerva) - Regie: Claudia Johanna Leist (Hörspielbearbeitung, Kinderhörspiel – WDR)
- 2015: Tom Noga: Gram - Regie: Thomas Leutzbach (Originalhörspiel – WDR)
- 2017: Tom Noga: Ausnahmezustand - 40 Jahre Deutscher Herbst: Monika La Guerrillera - Die Frau, die Che Guevara rächte (Monika Ertl (Sprecherin 3)) - Regie: Thomas Leutzbach (Originalhörspiel, Dokumentarhörspiel – WDR)
- 2017: Jens Rachut: Moorsonate (Nicole Draigoch) - Regie: Jens Rachut; Peta Devlin (Originalhörspiel – WDR/Jens Rachut (Auftragsproduktion))
- 2017: Fritz Eckenga: Pension Börning - Nicht ganz drei Tage (Dr. Julia Faßbender) - Regie: Thomas Leutzbach (Hörspielbearbeitung – WDR)
- 2019: Frank Witzel: Guter Rat (5. Teil: Die Würde des Menschen ist unantastbar und 6. Teil: Eine Zensur findet nicht statt) Dokumentarische Serie um die Entstehung des Grundgesetzes (Stimme 2) - Regie: Thomas Leutzbach (Hörspielbearbeitung, Dokumentarhörspiel – WDR/Deutschlandradio/BR)
- 2020: Mudar Alhaggi, Wael Kadour: Die Toten haben zu tun - Regie: Erik Altorfer (Originalhörspiel – Deutschlandradio)

## Musik (Auswahl)
- 2001–2010 Kommando Sonne-nmilch (Sängerin) Diskografie[25]
- 2003 Der Specht baut keine Häuser mehr[26]
- 2007 Jamaica[27]
- 2008 Scheisse, nicht schon wieder Bernstein[28]
- 2009 Songs for Joy (Sängerin) (Wann strahlst Du? / Kathrin und Lars)[29]
- 2010 Pfingsten[30]
- 2019 YVON im Kreis der Liebe (Sängerin)[31][32][33][34]